# Pretschenreuth
Pretschenreuth ist ein Gemeindeteil der Gemeinde Konradsreuth im Landkreis Hof (Oberfranken, Bayern). Pretschenreuth liegt in der Gemarkung Föhrenreuth.

## Geografie
Der Weiler liegt an einem namenlosen linken Zufluss des Göstrabachs. Eine Gemeindeverbindungsstraße führt nach Föhrenreuth (0,8 km südlich) bzw. zu einer Anschlussstelle der Bundesstraße 15 und darüber hinaus nach Wölbattendorf (2,2 km nordöstlich).

## Geschichte
Ursprünglich gab es bei Pretschenreuth eine Turmhügelanlage der Rabensteiner zu Döhlau. Im Anschluss war der Ort ein Mannlehen des Markgraftum Brandenburg-Kulmbach. Vom Spital Hof wurde eine Schäferei eingerichtet. Gegen Ende des 18. Jahrhunderts bestand Pretschenreuth aus sechs Anwesen. Die Hochgerichtsbarkeit  hatte das bayreuthische Stadtvogteiamt Hof. Das Hospitalamt Hof war Grundherr der Anwesen.
Von 1797 bis 1810 unterstand Pretschenreuth dem Justiz- und Kammeramt Hof. Infolge des Ersten Gemeindeedikts wurde Pretschenreuth dem 1812 gebildeten Steuerdistrikt Konradsreuth und der zugleich entstandenen Ruralgemeinde Föhrenreuth zugewiesen. Im Zuge der Gebietsreform in Bayern wurde Pretschenreuth am 1. Januar 1972 nach Konradsreuth eingemeindet.

### Einwohnerentwicklung
| Jahr      | 00 1799 | 001819 | 001861 | 001871 | 001885 | 001900 | 001925 | 001950 | 001961 | 001970 | 001987 | 002025 |
| Einwohner | 21      | *45    | 35     | 49     | 40     | 30     | 36     | 37     | 18     | 16     | 10     | 11     |
| Häuser    | 6       |        |        |        | 5      | 5      | 4      | 4      | 4      |        | 5      |        |
| Quelle    | [ 6 ]   | [ 7 ]  | [ 10 ] | [ 11 ] | [ 12 ] | [ 13 ] | [ 14 ] | [ 15 ] | [ 16 ] | [ 17 ] | [ 18 ] | [ 1 ]  |

## Religion
Pretschenreuth ist seit der Reformation evangelisch-lutherisch geprägt und war ursprünglich nach Selbitz gepfarrt. Seit Ende des 18. Jahrhunderts ist die Pfarrei Leupoldsgrün zuständig.